# Gmina Pęczniew
Die Gmina Pęczniew ist eine Landgemeinde im Powiat Poddębicki der Woiwodschaft Łódź in Polen. Sie hat nahezu 3500 Einwohner und ihr Sitz ist das Dorf Pęczniew mit etwa 830 Einwohnern.

## Geographie

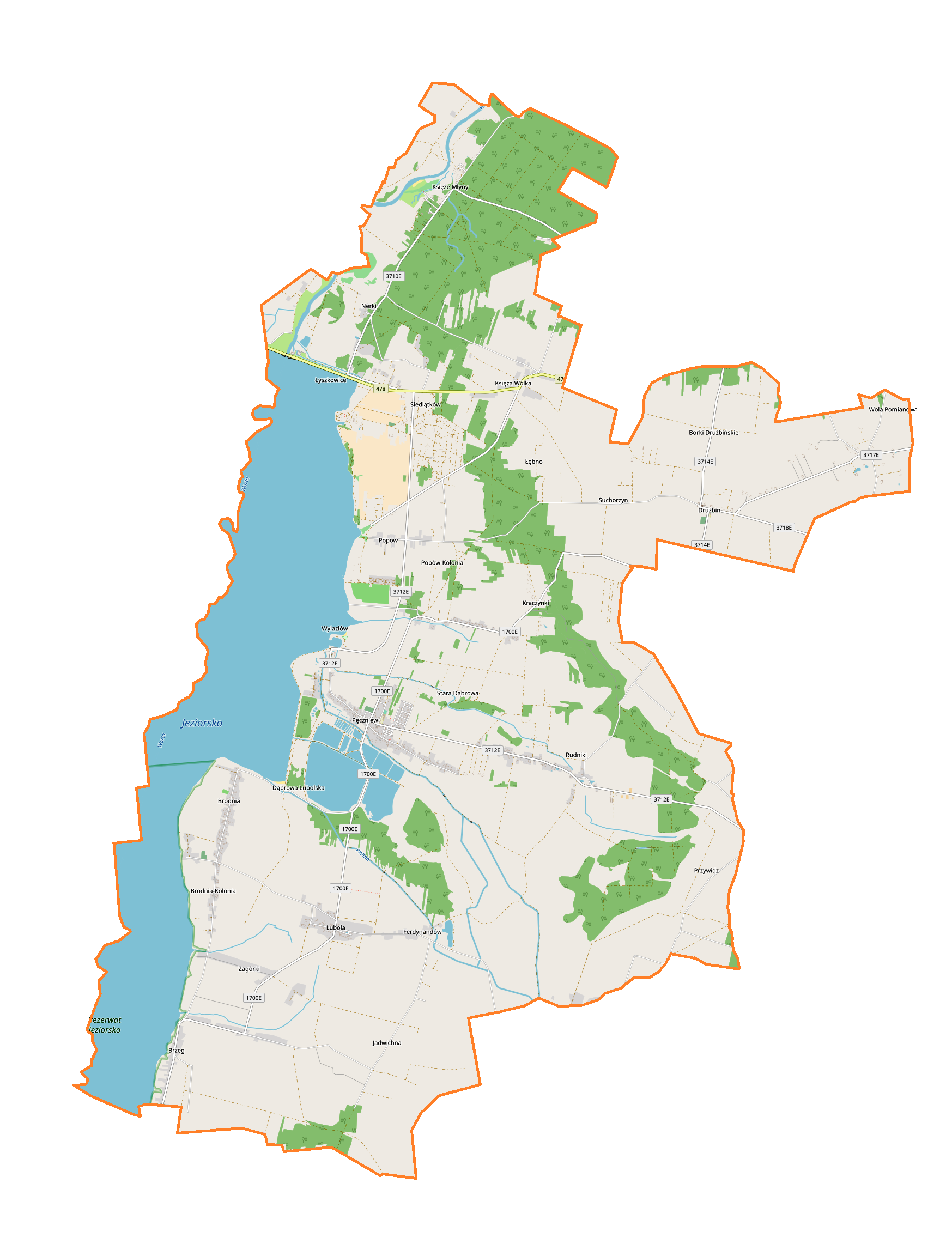
Karte der Gemeinde

Die Gemeinde liegt im Westen der Woiwodschaft und grenzt im Nordwesten an die Woiwodschaft Großpolen. Die Kreisstadt Poddębice (deutsch Poddembice) liegt sechs Kilometer nordöstlich, Łódź (Lodz) etwa 40 Kilometer östlich und Warschau 150 Kilometer nordöstlich. Nachbargemeinden sind im Powiat Poddębicki Poddębice im Nordosten und Zadzim im Osten, im Powiat Sieradzki Warta im Süden und Südwesten sowie im Powiat Turecki Dobra im Nordwesten. Die Gemeinde hat eine Fläche von 128,4 km², von der 61 Prozent land- und 11 Prozent forstwirtschaftlich genutzt werden. Ihr Gebiet ist mit 27 Einwohnern/km² sehr dünn besiedelt. Die Landschaft gehört zur großpolnischen Tiefebene. Zu den Gewässern gehören die Warthe, die im Westen der Gemeinde zum Stausee Jeziorsko aufgestaut wird, und ihr Zufluss Pichna die im Süden Pęczniew zu Teichen aufgestaut wird. Daneben gibt es kleinere Wasserläufe wie die Urszulinka, ein weiterer Zufluss der Warthe.

## Geschichte
Während der deutschen Besetzung Polens im Zweiten Weltkrieg kam das Gemeindegebiet bis 1945 zum Landkreis Turek im Reichsgau Wartheland. Für kurze Zeit wurden die Orte umbenannt. Pęczniew erhielt 1943 den offiziellen Namen Quillern.
Die Landgemeinde Pęczniew im ehemaligen Powiat Turecki der Woiwodschaft Poslen wurde 1954 in Gromadas zerschlagen. Zum 1. Januar 1973 wurde aus diesen Gromadas die Gmina Pęczniew in der ehemaligen Woiwodschaft Łódź wieder gebildet. Von 1975 bis 1998 gehörte die Gemeinde zur Woiwodschaft Sieradz. Die Powiate waren in dieser Zeit aufgelöst. Die Landgemeinde kam 1999 an den Powiat Poddębicki der Woiwodschaft Łódź im gegenwärtigen Gebietszuschnitt. Der Wójt Marcin Bartłomiej Janiak von der Platforma Obywatelska (PO) wurde bei den Kommunalwahlen 2024 im ersten Wahlgang mit 82,93 Prozent der Stimmen in seinem Amt bestätigt.

## Gliederung
Zur Landgemeinde (gmina wiejska) Pęczniew gehören 20 Dörfer mit Schulzenämtern (sołectwa), denen kleinere Dörfer sowie weitere Orte ohne Schulzenamt zugeordnet sind:
Borki Drużbińskie
Brodnia
Brodnia-Kolonia
Brzeg
Drużbin
Dybów
Ferdynandów
Jadwichna
Kraczynki
Księża Wólka
Księże Młyny
Lubola
Osowiec
Pęczniew
Popów
Przywidz
Rudniki
Siedlątków
Wola Pomianowa
Zagórki
Kleinere Orte der Gemeinde sind den Schulzenämtern zugeordnet, dazu gehören die Dörfer Dąbrowa Lubolska, Łębno, Łyszkowice, Nerki, Popów-Kolonia, Stara Dąbrowa, Suchorzyn und Wylazłów. Daneben besteht der Wohnplatz Księże Młyny mit amtlicher Ortskennung SIMC. Die Siedlung Łęg Popowski ist eine Wüstung im Stausee Jeziorsko.

## Verkehr
Die Woiwodschaftsstraße DW478 führt von Niemysłów durch den Norden des Gemeindegebiets nach Dąbrowa an der Landesstraße DK83. Das weitere Gemeindegebiet wird durch Powiatstraßen erschlossen.
Die Gemeinde betreibt einen Yachthafen in Wylazłów.
Die nächsten Bahnhöfe sind Sieradz und Zduńska Wola an der Bahnstrecke von Łódź nach Ostrów Wielkopolski (Ostrowo).
Der nächste internationale Flughafen ist Łódź.